# Marek Daniel Kowalski
Marek Daniel Kowalski (ur. 1966) – polski historyk, mediewista, profesor Instytutu Historii PAN.

## Życiorys
Absolwent historii Uniwersytetu Jagiellońskiego. Doktorat w 1999 (Uposażenie krakowskiej kapituły katedralnej w średniowieczu; promotor: Jerzy Wyrozumski) i habilitacja w 2011 (Proventus Camerae Apostolicae debiti. Opłaty duchowieństwa polskiego na rzecz papiestwa w latach 1417-1484) tamże. Pracownik Zakładu Historii Polski Średniowiecznej Instytutu Historii UJ. Profesor Instytutu Historii PAN (Zakład Badań Źródłoznawczych i Edytorstwa). Od 2012 członek redakcji czasopisma „Studia Źródłoznawcze”.

## Wybrane publikacje
- Prałaci i kanonicy krakowskiej kapituły katedralnej od pontyfikatu biskupa Nankera do śmierci biskupa Zawiszy z Kurozwęk (1320-1382), Kraków: Towarzystwo Miłośników Historii i Zabytków Krakowa 1996.
- Kronika Jana z Czarnkowa, tł. z łac. Józef Żerbiłło-Łabuński, oprac. tekstu i przypisów Marek Daniel Kowalski, Kraków: Towarzystwo Autorów i Wydawców Prac Naukowych "Universitas" 1996 (wyd. 2 - 2001, wyd. 3 - 2006, wyd. 4 - 2009).
- Uposażenie krakowskiej kapituły katedralnej w średniowieczu, Kraków: Towarzystwo Naukowe "Societas Vistulana" 2000.
- Akta Kamery Apostolskiej, vol. 4: Annaty z Królestwa Polskiego w XV wieku (1421-1503), wydał, wstępem i indeksem opatrzył Marek Daniel Kowalski, Kraków: Polska Akademia Umiejętności 2002.
- Jan z Czarnkowa, Kronika, red. nauk. Stanisław Sierpowski, wstęp Hanna Krzyżostaniak, przekł. z jęz. łac. Józef Żerbiłło, przypisy Marek D. Kowalski, Wrocław: Oficyna Wydawnicza Foka - Kraków: przy współpr. Marketing Room Poland 2010.
- Proventus camerae apostolicae debiti: opłaty duchowieństwa polskiego na rzecz papiestwa w latach 1417-1484, Kraków: Towarzystwo Wydawnicze "Historia Iagellonica" 2010.